# Genie Music
Genie Music (кор. 지니뮤직) — южнокорейская компания, специализирующаяся на звукозаписи и распространении музыкального контента. Сервис потоковой передачи музыки является вторым по величине в Южной Корее с 2,5 миллионами подписчиков по состоянию на июнь 2018 года.

## История
История компании начинается с подразделения музыкального контента Blue Cord Technology, основанного 7 февраля 1991 года. Подразделение было усилено после приобретения в 2000 году компании Doremi Media (одного из известных южнокорейских музыкальных издательств).
В 2007 году Blue Cord Technology была приобретена компанией Korea Telecom. После слияния музыкальное подразделение было переименовано в KTF Music. В 2009 году KTF Music была реорганизована в KT Music в связи с реорганизацией материнской компании Korea Telecom, а в 2012 году была приобретена Korea Music Power Holding Company.
Получив в марте 2017 года финансирование со стороны LG Uplus, KT Music официально сменила название на Genie Music.